# Mindfields
Mindfields is het tiende studioalbum van de band Toto, uitgegeven in 1999. Dit album is opmerkelijk vanwege de terugkomst van de zanger Bobby Kimball, die de band in 1983 moest verlaten.

## Composities
1. "After You've Gone"
2. "Mysterious Ways"
3. "Mindfields"
4. "High Price of Hate"
5. "Selfish"
6. "No Love"
7. "Caught in the Balance"
8. "Last Love"
9. "Mad About You"
10. "One Road"
11. "Melanie"
12. "Cruel"
13. "Better World" (delen I, II en III)
14. "Spanish Steps of Rome" 1

1 Alleen verkrijgbaar op Amerikaanse en Japanse kopieën van het album